# 3047 Goethe

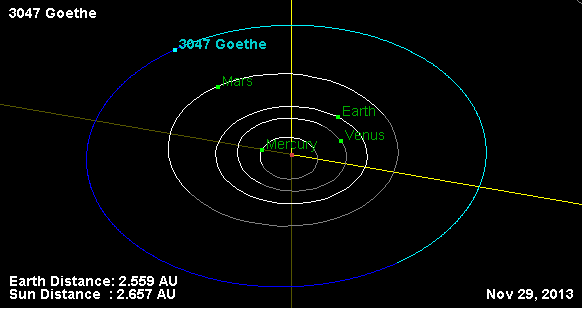
3047 Goethe

3047 Goethe eller 6091 P-L är en asteroid i huvudbältet som upptäcktes den 24 september 1960 av den nederländsk-amerikanske astronomen Tom Gehrels och det nederländska astronomparet Ingrid van Houten-Groeneveld och Cornelis Johannes van Houten vid Palomarobservatoriet. Den är uppkallad efter Johann Wolfgang von Goethe.
Asteroiden har en diameter på ungefär 5 kilometer.